# Straat Basilan
De straat Basilan is een zeestraat in het zuiden van de Filipijnen. Deze straat scheidt het eiland Basilan van het Zamboanga Peninsula. De straat is zo'n 30 kilometer lang en op het smalste stuk 15,7 kilometer breed en vormt de verbinding tussen de Golf van Moro in het oosten en de Suluzee in het westen. In de straat liggen diverse eilanden. Voor de oostelijke ingang liggen Coco, Malanipa, Sibago en Langil. Halverwege, voor de kust van Zamboanga City, liggen Tictauan, Great Santa Cruz en Little Santa Cruz.